# Джессіка Беард
Джессіка Беард (англ. Jessica Beard, нар. 8 січня 1989) — американська легкоатлетка, яка спеціалізується в спринтерських дисциплінах, багаторазова чемпіонка світу в естафетному бігу.
На чемпіонаті світу-2019 спортсменка здобула два «золота»: в жіночій естафеті 4×400 метрів та в змішаній естафеті 4×400 метрів. У забігу змішаних естафетних змагань стала співавторкою (разом з Тайреллом Річардом, Джасмін Блокер та Обі Ігбокве) першого в історії світового рекорду в змішаній естафеті 4×400 метрів (3.12,42). Цей рекорд протримався один день. Наступного дня, у фіналі дисципліни, американський квартет у складі Вілберта Лондона, Еллісон Фелікс, Кортні Около та Майкла Черрі перевершив це досягнення майже на 3 секунди (3.09,84).